# Quixeramobim (ort)
Quixeramobim är en ort i Brasilien.   Den ligger i kommunen Quixeramobim och delstaten Ceará, i den östra delen av landet, 1 500 km nordost om huvudstaden Brasília. Quixeramobim ligger 202 meter över havet och antalet invånare är 34 321.
Terrängen runt Quixeramobim är huvudsakligen platt, men norrut är den kuperad. Det finns inga andra samhällen i närheten.
Omgivningarna runt Quixeramobim är huvudsakligen savann. Runt Quixeramobim är det glesbefolkat, med 15 invånare per kvadratkilometer.